# Bulbamphiascus imus
Bulbamphiascus imus is een eenoogkreeftjessoort uit de familie van de Miraciidae. De wetenschappelijke naam van de soort is voor het eerst geldig gepubliceerd in 1872 door Brady.